# رودولفو هيريرو
رودولفو هيريرو (بالإسبانية: Rodolfo Herrero)‏ هو عسكري مكسيكي، ولد في 29 أغسطس 1880 في Zacatlán (municipality) ‏ في المكسيك، وتوفي في 24 يناير 1964 في مونتيري في المكسيك.